# Богатовка (Запорожская область)
Богатовка (укр. Багатівка) — село,
Кузнецовский сельский совет,
Розовский район,
Запорожская область,
Украина.
Код КОАТУУ — 2324982003. Население по переписи 2001 года составляло 159 человек.
В некоторых документах село называют Багатовка.

## Географическое положение
Село Богатовка находится на расстоянии в 3,5 км от сёл Кузнецовка и Новомлиновка.
По селу протекает пересыхающий ручей с запрудой.

## История
В 1823 году в 30-ти км к северо-западу от Володарского на площади в 1680 десятин земли немецкими переселенцами в составе 28-ми семей из Западной Пруссии (районов Данцига (Marienburg) и Эльблонга (нем. Elbing)) основано поселение колонистов № 9 под наименованием «Reichenberg».
До 1917 года это Екатеринославская губерния, Мариупольский и Александровский уезды, Мариупольский колониальный округ; Александро-Невская (Грунауская) волость.
В советский период — Запорожская и Днепропетровская области, имени В. В. Куйбышева (Цареконстантиновский) и Люксембургский немецкий районы.

### Религия
Протестантская деноминация — Евангелистский религиозный приход.

## Известные личности
Первыми переселенцами и основателями села были: Abermit, Aust, Bastin, Bersusch, Birth, Bittner, Brodt, Damerau, Dombrowski, Engelke, Enz (Enss), Fischer, Fitz, Goerz, Hase, Herzenberger, Hopp, Jabsen, Jahn, Jansen, Klassen, Klatt, Klein, Kopp, Kuhn, Mezlaw, Neumann, Raabe, Schmitt(-dt), Schulz, Strauss, Tabert, Willudt.

## Статистика роста населения
В 1857 году насчитывалось 28 дворов и 7 безземельных семей.
Жителей (по годам): 417 (1859), 425 (1885), 426 (1897), 373 (1905), 439 (1911), 465 (1918), 124 (1919), 350 (1922). К 2010 году население составляет 159 человек.

## Интернет-ссылки
- Погода в селе Богатовка Архивная копия от 5 марта 2016 на Wayback Machine